# Afonso I al Portugaliei
Afonso I al Portugaliei, cunoscut mai degrabă ca Afonso Henriques - pronunția în AFI /ɐˈfõsu ẽˈʁikɨʃ/), sau de asemenea Affonso (portugheza veche), Alfonso sau Alphonso (portugheză-galiciană) sau Alphonsus (latină) - (n. 1109, în mod tradițional 25 iulie,  Viseu – d. 6 decembrie 1185, Coimbra) cunoscut și drept Cuceritorul (portugheză o Conquistador), a fost primul rege al Portugaliei, declarându-și independența față de Regatul Leonului. 

## Viață
Afonso I a fost fiul lui Henric al Burgundiei, Conte de Portugalia, și a Teresei de León, fiica ilegitimă a regelui Alfonso al VI-lea al Castiliei și Leonului. A fost proclamat rege pe 26 iulie 1139, imediat după Bătălia de la Ourique, și a murit pe 6 decembrie 1185 în Coimbra. 
La sfârșitul secolului XI, primul loc în agenda politică a Peninsulei Iberice îl ocupa Reconquista, eliminarea statelor musulmane succesoare ale Califatului de Cordoba. În timp ce aristocrațiile militare europene se concentrau asupra cruciadelor, Alfonso al VI-lea a cerut ajutorul nobilimii franceze pentru a lupta contra maurilor. În schimb, trebuia să-și căsătorească fiicele cu liderii acelei expediții, iar ceilalți să primească privilegii regale. Astfel, moștenitoarea regală Urraca de Castilia s-a căsătorit cu Raimond al Burgundiei, fiul cel mic al Contelui de Burgundia, iar sora sa vitregă, prințesa Teresa de León, s-a căsătorit cu vărul lui, un alt cruciat francez, Henric al Burgundiei, fratele cel mic al Ducelui de Burgundia, a cărui mamă a fost fiica Contelui de Barcelona. Henric a fost numit Conte al Portugaliei, un comitat la sud de Galicia, greu de condus din cauza incursiunilor și atacurilor frecvente ale maurilor. Împreună cu soția sa Teresa, coregentă a Portugaliei, a ținut piept atacurilor, în numele socrului său. 
Din acea căsătorie au rezultat mulți copii, dar numai unul, Afonso Henriques (înseamnă „Afonso, fiul lui Henric”), a prosperat. Băiatul, născut probabil în jurul anului 1109, și-a urmat tatăl în calitate de Conte de Portugalia, în 1112, sub tutela mamei sale. Relația între Afonso și mama sa a fost una dificilă. La numai unsprezece ani, Afonso avea deja idei politice proprii, foarte diferite de cele ale mamei sale. În 1120, tânărul prinț a trecut de partea arhiepiscopului de Braga, un inamic politic al Teresei, și amândoi au fost trimiși în exil din ordinul ei. Afonso și-a petrecut următorii ani în afara țării sale, sub supravegherea episcopului. În 1122 Afonso a împlinit paisprezece ani, vârsta majoratului în secolul XII. S-a proclamat singur cavaler, în Catedrala din Zamora, Spania, a organizat o armată, și a pornit să obțină controlul asupra teritoriilor sale. Aproape de Guimarães, în cadrul Bătăliei de la São Mamede (1128), a învins trupele comandate de amantul și contul aliat al mamei sale, Fernando Peres de Trava din Galicia, ea devenind prizoniera sa, și fiind exilată pe viață la o mânăstire din León. Astfel, posibilitatea de a încorpora Portugalia într-un Regat al Galiciei a fost eliminată, iar Afonso a devenit unicul conducător, Duce de Portugalia, după ce poporul, Biserica și nobilimea i-au cerut independența țării. L-a biruit de asemenea pe Alfonso al VII-lea al Castiliei și Leonului, alt aliat al mamei sale, și astfel a eliberat țara de dependența politică de Regatul Castiliei și Regatul Leonului. Pe 6 aprilie 1129, Afonso Henriques a dictat documentul în care s-a proclamat Prinț al Portugaliei.
În următorii ani și-a concentrat apoi eforturile pentru a obține recunoașterea țarii sale ca un regat. În 1139, după victoria sa în bătălia de la Ourique împotriva unui contingent maur, Afonso Henriques s-a proclamat rege al Portugaliei în 1140, cu sprijinul adepților săi. Independența sa față de Regatul de León a fost recunoscută prin Tratatul de la Zamora. Independența portugheză a fost acordată în 1179 de Papa Alexandru al III-lea prin bula Manifestis Probatum și a primit titlul regesc.
Cu sprijinul cruciaților din nordul Europei, a cucerit Lisabona în 1147, astăzi capitală țării. Odată cu pacificarea internă, și-a continuat cuceririle asupra maurilor, împingându-și granițele spre sud, din Leiria până în Alentejo, mai mult decât dublând teritoriul pe care îl moștenise.